# Gerardo Zaragoza
Gerardo Zaragoza (Cangues d'Onís, 1902 - Madrid, 1985) fou un escultor espanyol. Després d'haver desenvolupat una gran activitat escultòrica i docent.

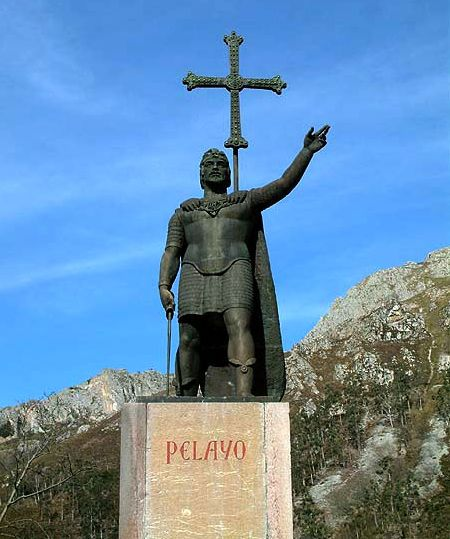
Monument a Pelai en Covadonga

Va estudiar a l'Acadèmia de Belles Arts de San Fernando, sent deixeble de José Capuz, José María López Mezquita i el seu propi pare, José Ramon Zaragoza.
Es va dedicar a la docència, compatibilitzant-la amb la seva vocació d'escultor. Donada la seva inclinació a l'ús en les seves obres de la geometria, hi ha experts que ho "cataloguen" de cubista.
La major part de les seves obres, i les més conegudes, es troben adornant els carrers de la ciutat d'Oviedo, o la resta de la província d'Astúries.

## Obres
Obres públiques
- Conjunt escultòric del Jardín de los Reyes Caudillos, 1942, Oviedo, (són obra seva les estàtues de Pelai, Fàfila i Alfons I, que es representen en un mural, les estàtues de Fruela I i Ramir I i els busts d'Aureli I, Silo, Mauregat, Beremund I i Ordoni I).[4][1]
- Monument a Palacio Valdés, 1953, Plaça de Palacio Valdés, La Pola Llaviana, Astúries.[4]
- Monument a Palacio Valdés, 1953, Campo de San Francisco, Oviedo.[4][1]
- Fray Benito Feijoo, 1953, Plaça Feijoo, Oviedo.[4][1]
- Monument a Romualdo Alvargonzález, 1954, Parc d'Isabel, la Catòlica, Gijón.[4]
- Monument a Juan Vázquez de Mella, 1961, entrada de la seva Casa Natal, Cangues d'Onís, Astúries.[4][1]
- Monument al Rei Pelayo, 1964, Plaça de la Basílica de Covadonga, Cangues d'Onís, Astúries.[4]
- Monument de Pelayo, 1965, Covadonga (Cangues d'Onís).[1]
- Monumento a Plácido Álvarez-Buylla, 1972, Plaça del Carbayón, Oviedo.[4][1]
- Sagrado corazón de Jesús, 1980, Cim de la Muntanya Naranco, Oviedo.[4][1]
- Monument a José Ramón Saragossa, 1980, Parc Anglès, Gijón.[4]
- Monument a la Infanta Isabel, s/f, Madrid.[4]

Obres religioses
- Via Crucis, Església de Sant Blai, Madrid.[4]
- Retaule de l'església parroquial de Ribadesella.[1]